# De Brakke Grond

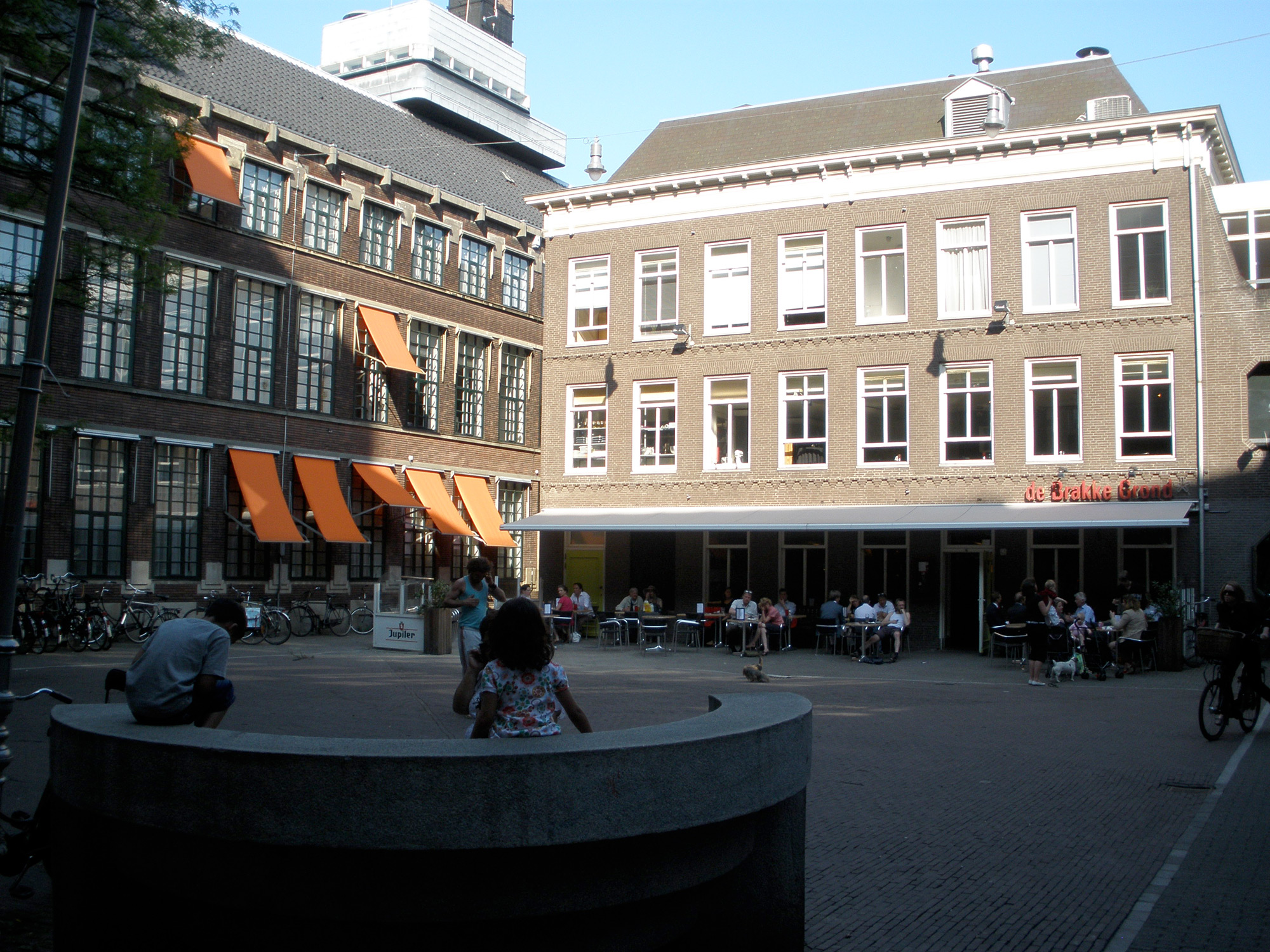
De Brakke Grond aan de Nes

De Brakke Grond, voluit Vlaams Cultuurhuis de Brakke Grond, is een Vlaams cultuurcentrum aan Nes 45 in Amsterdam. Het huidige gebouw is een ontwerp van architect Arthur Staal.
De Brakke Grond, gelegen aan een pleintje midden in het theaterdistrict aan de Nes, biedt voorstellingen op het gebied van podiumkunsten, beeldende kunsten, muziek en andere kunstvormen. Ook wordt de Brakke Grond gebruikt voor tentoonstellingen, festivals, debatten en andere evenementen. Het cultuurhuis heeft een café-restaurant, met een terras op het pleintje, waar voornamelijk Vlaamse gerechten geserveerd worden.
De Brakke Grond werd geopend door de Vlaamse overheid in 1981 met het doel de Vlaamse culturele identiteit te profileren in Nederland, Vlaams-Nederlandse culturele uitwisseling te bevorderen en Vlaamse artiesten een podium in Nederland te bieden. Tot 2002 was De Brakke Grond een deel van de Vlaamse overheid. Sindsdien opereert het als Nederlandse stichting beheerd door de Vlaamse overheid. In 2019 had De Brakke Grond bijna 48.000 bezoekers. 
Het poortje met de opschrift "De Brakke Grond" en het jaartal 1624, tussen Oudezijds Voorburgwal 298 en 290, is een achteruitgang van het Brakke Grond-complex.

## Geschiedenis
De naam "de Brakke Grond" verwijst naar het drassige gebied dat zich oorspronkelijk op deze plek bevond. De mengeling van het zoet water van de Amstel en het zeewater van het IJ maakte het grondwater hier brak.
In de middeleeuwen werd dit gebied gedomineerd door een aantal kloosters. Begin 15e eeuw werd hier het Sint-Margarethaklooster gebouwd met bijbehorende kerk. Tot in de 19de eeuw behield het Brakke Grond-gebouw bouwelementen uit de kloosterperiode. Waarschijnlijk is een gedeelte van de oude keldergewelven verborgen onder het huidige gebouw.
Na de Alteratie van 1578 kwamen de vele kloosters in de stad leeg te staan. De gebouwen werden in beslag genomen door het stadsbestuur en in gebruik gegeven voor doelen van algemeen nut. Vanaf 1598 werd de kerkzolder van het Margarethaklooster gebruikt door ’t Wit Lavendel, een rederijkerskamer (toneelgezelschap) van voornamelijk Brabantse vluchtelingen, van wie Joost van den Vondel de bekendste was. Daarnaast was deze zolder ook in gebruik van een oudere rederijkerskamer, De Egelantier. Tevens werd ze gebruikt als schermschool en, tot 1691, als ontleedkamer waar bekende artsen als Nicolaes Tulp anatomieles gaven. De begane grond van de voormalige kerk was in gebruik als vleeshal.
Toen de kloosterkerk en naastgelegen Sint-Pieterskapel in 1779 werden gesloopt ontstond het huidige pleintje. In 1991 werden tijdens renovatiewerken op het Nespleintje resten van de kloosterkerk gevonden.
Het klooster zelf werd een herberg. De eerste vermelding van de herberg de Brakke Grond dateert uit 1639. De Brakke Grond diende tot in de 19e eeuw vooral als veilinghuis en had een eigen drukkerij.
In 1962 kreeg het de huidige functie van theater, toen een experimentele theatergroep, Toneelgroep Studio, haar intrek nam in het gebouw. De Brakke Grond werd in 1976, na vijf jaar leegstand, gekraakt. In 1978 werd begonnen met de verbouwing tot Vlaams cultureel centrum, en op 23 mei 1981 werd het huidige gebouw door minister Debacker geopend als Belgisch/Vlaams Cultuurhuis.
Algemeen directeur van de Brakke Grond was sinds 2012 Piet Menu. Hij werd in september 2015 opgevolgd door Mieke Renders. Zij is vertrokken op 1 juni 2017 en werd vervangen door Bart Govaert.

## Afbeeldingen

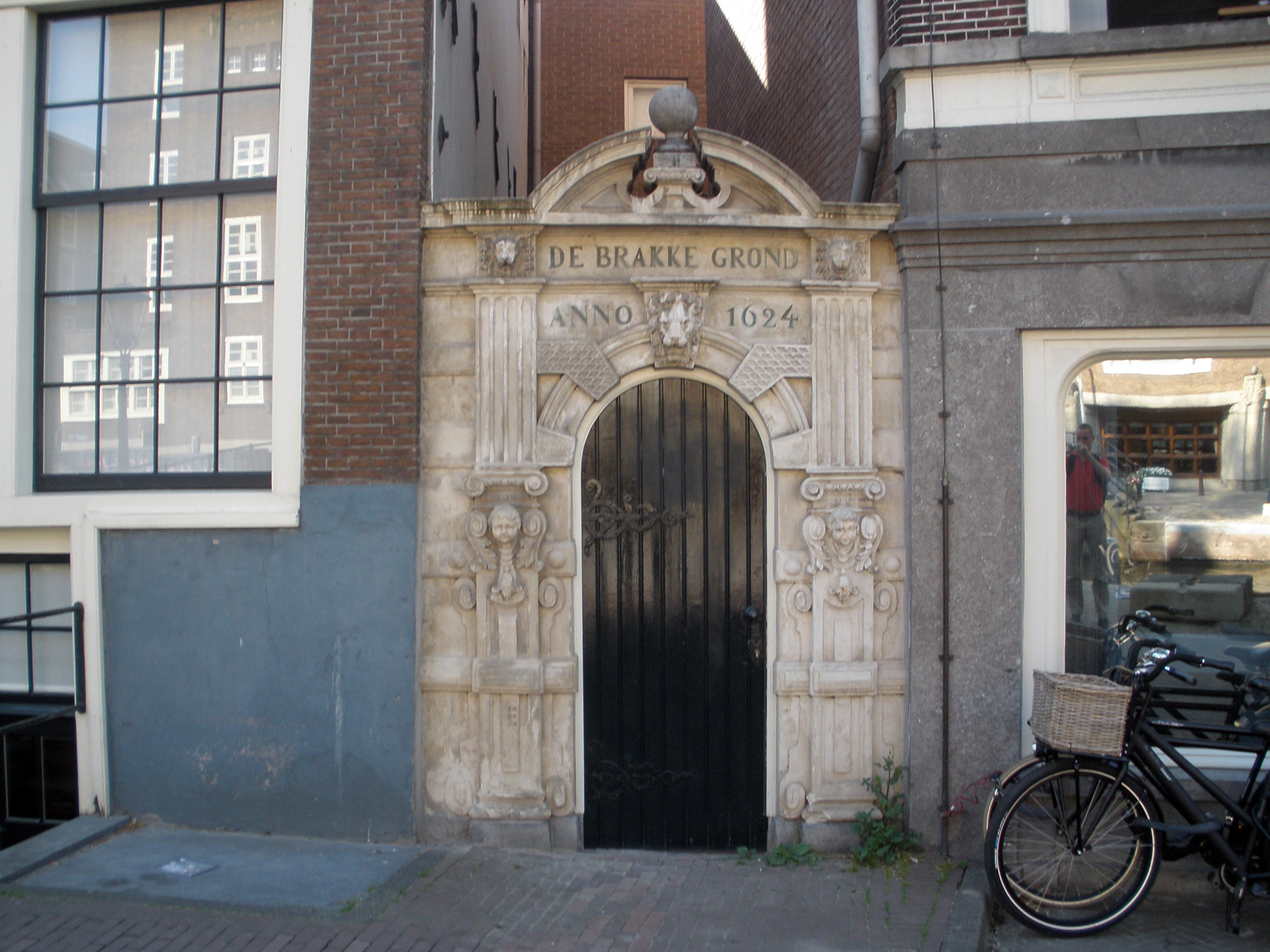
Het poortje aan de Oudezijds Voorburgwal
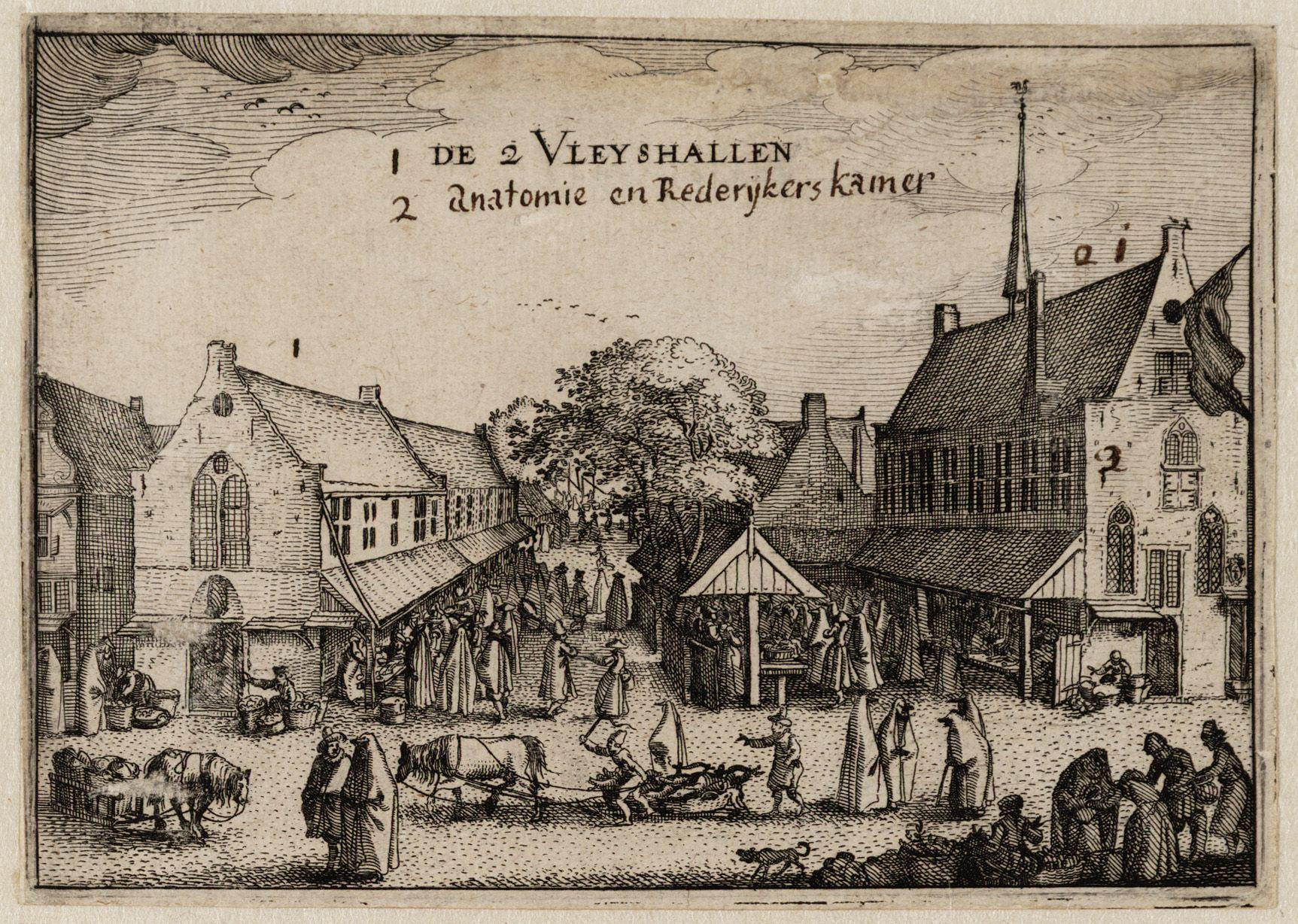
Grote en Kleine Vleeshal, respectievelijk Sint Pieterskapel en kerk van het Margarethaklooster
Vleeshal rond 1800 door Gerrit Lamberts